# Beeville
Beeville és una població dels Estats Units a l'estat de Texas. Segons el cens del 2000 tenia 13.129 habitants.

## Demografia
Segons el cens del 2000, Beeville tenia 13.129 habitants, 4.697 habitatges, i 3.287 famílies. La densitat de població era de 829,6 habitants/km².
Dels 4.697 habitatges en un 39,4% hi vivien nens de menys de 18 anys, en un 45,5% hi vivien parelles casades, en un 19,2% dones solteres, i en un 30% no eren unitats familiars. En el 26,1% dels habitatges hi vivien persones soles el 10,3% de les quals corresponia a persones de 65 anys o més que vivien soles. El nombre mitjà de persones vivint en cada habitatge era de 2,73 i el nombre mitjà de persones que vivien en cada família era de 3,3.
Per edats la població es repartia de la següent manera: un 31,1% tenia menys de 18 anys, un 11,1% entre 18 i 24, un 26,2% entre 25 i 44, un 19,8% de 45 a 60 i un 11,8% 65 anys o més.
L'edat mediana era de 31 anys. Per cada 100 dones de 18 o més anys hi havia 83,5 homes.
La renda mediana per habitatge era de 25.475 $ i la renda mediana per família de 27.794 $. Els homes tenien una renda mediana de 26.761 $ mentre que les dones 20.411 $. La renda per capita de la població era d'11.027 $. Aproximadament el 26,5% de les famílies i el 30,3% de la població estaven per davall del llindar de pobresa.

## Poblacions més properes
El següent diagrama mostra les poblacions més properes.